# Làng trong phố
Làng trong phố (tên khác: Phố trong làng 2) là một bộ phim truyền hình được thực hiện bởi Trung tâm Phim truyền hình Việt Nam, Đài Truyền hình Việt Nam do Nguyễn Mai Hiền làm đạo diễn. Phim phát sóng vào lúc 21h00 từ thứ 2 đến thứ 6 hàng tuần bắt đầu từ ngày 31 tháng 7 năm 2023 và kết thúc vào ngày 8 tháng 9 năm 2023 trên kênh VTV1.

## Nội dung
Chuyện phim bắt đầu từ việc hồ nuôi cá của Mến và Hiếu bị xã thu lại để chuẩn bị mặt bằng xây dựng một nhà máy. Trong khi Mến tiếp tục ở lại quê thì Hiếu quyết định sẽ lên thành phố cùng Hoài. Hoài đang là công nhân may trên thành phố. Hiếu suy nghĩ đơn giản rằng sẽ nhanh chóng kiếm được việc làm rồi cả gia đình cũng sớm ổn định.

## Diễn viên

### Diễn viên chính
- Nguyễn Duy Hưng trong vai Dương Công Hiếu[2]
- Doãn Quốc Đam trong vai Vũ Văn Mến[3]
- Trần Vân trong vai Hoài
- Ngô Lệ Quyên trong vai Thương
- Phạm Tiến Lộc trong vai Hùng
- Đào Phương Anh trong vai Nhung
- Hoàng Thanh Dương trong vai Ông Hoạch
- Nguyễn Huyền Trang trong vai Bà Thu

### Diễn viên phụ
- Lý Thanh Kha  vai Ông Ẩn
- Đào Hoàng Yến trong vai Mỹ Lệ
- Ngô Thủy Tiên trong vai Bưởi
- Linh Chi trong  vai Thoan
- Huyền Trang trong vai Dành
- Hoàng Du Ka trong vai Bản
- Dương Văn Thái trong  vai Nịch
- Tiến Ngọc trong vai Quản đốc Ngọc
- Sơn Tùng trong vai Sơn
- Đào Trúc Mai trong vai Dung
- Phùng Đức Hiếu trong  vai Dương Viễn Đông
- Tú An trong vai Tình
- Nguyễn Ngọc Gia Phúc trong vai Cò (Trí)
- Mai Huê trong vai Xuân
- Cao Tú Hường trong vai My
- Đình Chiến trong vai Vũ Văn Trung

Cùng một số diễn viên khác...

## Sản xuất
Bộ phim do Nguyễn Mai Hiền làm đạo diễn, kịch bản do Nguyễn Mạnh Cường và Lê Anh Thúy thực hiện. Đây là phiên bản nối tiếp Phố trong làng và là dự án mới nhất của Nguyễn Mai Hiền sau Hành trình công lý. Bộ phim bắt đầu khai máy từ ngày 21 tháng 5 năm 2023 và đóng máy ngày 29 tháng 8 cùng năm, quá trình ghi hình kéo dài 3 tháng. Bối cảnh chính chủ yếu được thực hiện tại một khu nhà trọ ở quận Long Biên.
Duy Hưng và Doãn Quốc Đam  đảm nhận vai chính trong phim, ngoài ra bộ phim còn có sự góp mặt của Trần Vân, Ngô Lệ Quyên, Tiến Lộc,... Đây là bộ phim đánh dấu lần đầu chạm ngõ màn ảnh nhỏ của diễn viên Đào Phương Anh và là bộ phim đầu tay của cô sau khi tốt nghiệp trường Đại học Sân khấu - Điện ảnh.
Buổi họp báo ra mắt bộ phim được tổ chức vào ngày 19 tháng 7 năm 2023, tác phẩm chính thức lên sóng VTV1 (nối sóng Nơi giấc mơ tìm về) từ ngày 31 tháng 7 đến ngày 8 tháng 9 cùng năm, vào lúc 21h00 thứ 2 đến thứ 6 hàng tuần, với tổng số tập là 30.

## Đón nhận
Tại thời điểm lên sóng, Làng trong phố được đánh giá là phim truyền hình hay nhất vì quy tụ dàn diễn viên cũ và mới. Tuy nhiên, ngay từ tập đầu tiên lên sóng, bộ phim bị khán giả chê vì nhân vật Mến do Doãn Quốc Đam đảm nhận. Nhân vật Mến nói giọng khàn đặc, gây khó chịu cho người xem. Bộ phim vượt qua Gia đình mình vui bất thình lình trong bảng xếp hạng top 10 chương trình truyền hình được xem nhiều nhất của Kantar Media với mức rating 4.6. Đến hồi kết, bộ phim có một cái kết viên mãn, thỏa mãn khán giả.

## Giải thưởng và đề cử
| Năm  | Giải thưởng    | Hạng mục                | Đề cử | Kết quả | Tham khảo         |
| ---- | -------------- | ----------------------- | ----- | ------- | ----------------- |
| 2024 | Giải Cánh Diều | Phim truyện truyền hình | —     | Đề cử   | [ 4 ] [ 5 ] [ 6 ] |